# 交響曲第9番 (池辺晋一郎)
交響曲第9番-ソプラノ、バリトンとオーケストラのためには、池辺晋一郎が2013年に作曲したソプラノ、バリトンの独唱を伴う交響曲。

## 概要
9楽章構成で、2・5・9楽章はオーケストラのみであるが他の1・3・4・6・7・8楽章はすべて長田弘の詩をテキストとする声楽を伴う。なお、オーケストラのみの2・5・9楽章は作曲者本人による楽章名が付されているが、他は長田の詩の題名がそのまま楽章名となっている。

### 演奏時間
およそ45分。

## 作曲の経緯
東京オペラシティコンサートホール開館15周年を記念して2012年に東京オペラシティ文化財団から委嘱された。交響曲第8番「大地/祈り」での、「自然と人間の共存」というコンセプトを明確に顕在化することを考えていた時、長田弘の詩に出会い、これを用いてショスタコーヴィチ交響曲第14番のような歌曲集の形にすることにした。
2013年7月中旬、訪問先のモスクワで完成された。

## 初演
2013年9月15日、東京オペラシティコンサートホールにおいて「作曲家・池辺晋一郎 70歳バースデー・コンサート」と題したコンサートで幸田浩子ソプラノ、宮本益光バリトン、下野竜也指揮、東京交響楽団によって初演された。

## 楽曲構成

### 第3楽章「遠くからの声」「森を出て、どこへ」
※

### 第6楽章「人の一日に必要なもの」「切り株の木」
※

### 第8楽章「立ちつくす」「春のはじまる日」
※

## 楽譜
全音楽譜出版社より刊行されている。